# Мрачно просветитељство
Мрачно просветитељство, такође названо неореакционарни покрет (понекад скраћено НРх), је антидемократски, антиегалитарни, реакционарни филозофски и политички покрет. Током 2007. и 2008. године, Кертис Јарвин, писајући под псеудонимом Менсиус Молдбуг, артикулисао је оно што ће се развити у размишљање мрачног просветитељства. Јарвинове теорије разрадио је и проширио Ник Ланд, који је први сковао термин мрачно просветљење у свом истоименом есеју. Термин мрачно просветљење је реакција на доба просветитељства.
Идеологија генерално одбацује виговску историографију — концепт да историја показује неизбежан напредак ка већој слободи и просветљењу, који кулминира либералном демократијом и уставном монархијом — у корист повратка традиционалним друштвеним конструкцијама и облицима владавине, укључујући апсолутни монархизам и други архаични облици вођства као што је камерализам.
У јулу 2010. године, Арнолд Клинг, помоћни научник на Като институту, сковао је термин „неореакционари“ да би описао Јарвина и његове следбенике.

## Критика
Новинар Ендру Саливан примећује да песимистичка оцена демократије од стране покрета одбацује многе напретке који су направљени и да глобални производни обрасци такође ограничавају економску независност коју суверене државе могу имати једна од друге.
У чланку за Социолошки преглед, након испитивања основних начела мрачног просветитељства, Роџер Бароуз осуђује идеологију као „хипернеолибералну, технолошки детерминистичку, антидемократску, антиегалитарну, проеугеничарску, расистичку и, вероватно, фашистичку“, и исмејава цео акцелекционистички оквир као погрешан покушај „мејнстриминга... мизогинистичких, расистичких и фашистичких дискурса“. Штавише, он критикује расне принципе неореакције због њиховог дрског „одрицања од било каквих дискурса“ који се залажу за друштвено-економску једнакост и, сходно томе, сматра то „еугеничком филозофијом“ у корист онога што Ланд сматра „хипер-расизмом“.
Неки сматрају мрачно просветитељство делом алт-деснице, као њен теоријски огранак. Мрачно просветитељство су неки означили као неофашистичку идеологију, а професор Универзитета у Чичестеру Бенџамин Нојс као „убрзање капитализма до фашистичке тачке“. Ланд оспорава сличност између његових идеја и фашизма, тврдећи да је „фашизам масовни антикапиталистички покрет“, док он преферира да „[капиталистичка] корпоративна моћ треба да постане организујућа снага у друштву“.
Новинар и стручњак Џејмс Кирчик наводи да „иако неореакционарни мислиоци презиру масе и тврде да презиру популизам и људе уопштено, оно што их повезује са остатком алт-деснице је њихов неопростиви расистички елемент, њихова заједничка мизантропија и њихова огорченост према лошем управљању од стране владајућих елита“.